# Duncan Starr Johnson
Duncan Starr Johnson (Cromwell, Connecticut, 21 de julho de 1867 — Baltimore, 16 de fevereiro de  1937) foi um botânico norteamericano.

## Obras
- Com Harlan Harvey York (1875-?), The Relation of Plants to Tide Levels (1915).
- The Fruit of Opuntia fulgida and Proliferation in Fruits of the Cactaceae (1918).
- Com Alexander Frank Skutch (1904-2004), Littoral Vegetation on Mt. Desert Island (1928).